# Lazanki
 (juillet 2019).
Si vous disposez d'ouvrages ou d'articles de référence ou si vous connaissez des sites web de qualité traitant du thème abordé ici, merci de compléter l'article en donnant les références utiles à sa vérifiabilité et en les liant à la section « Notes et références ».

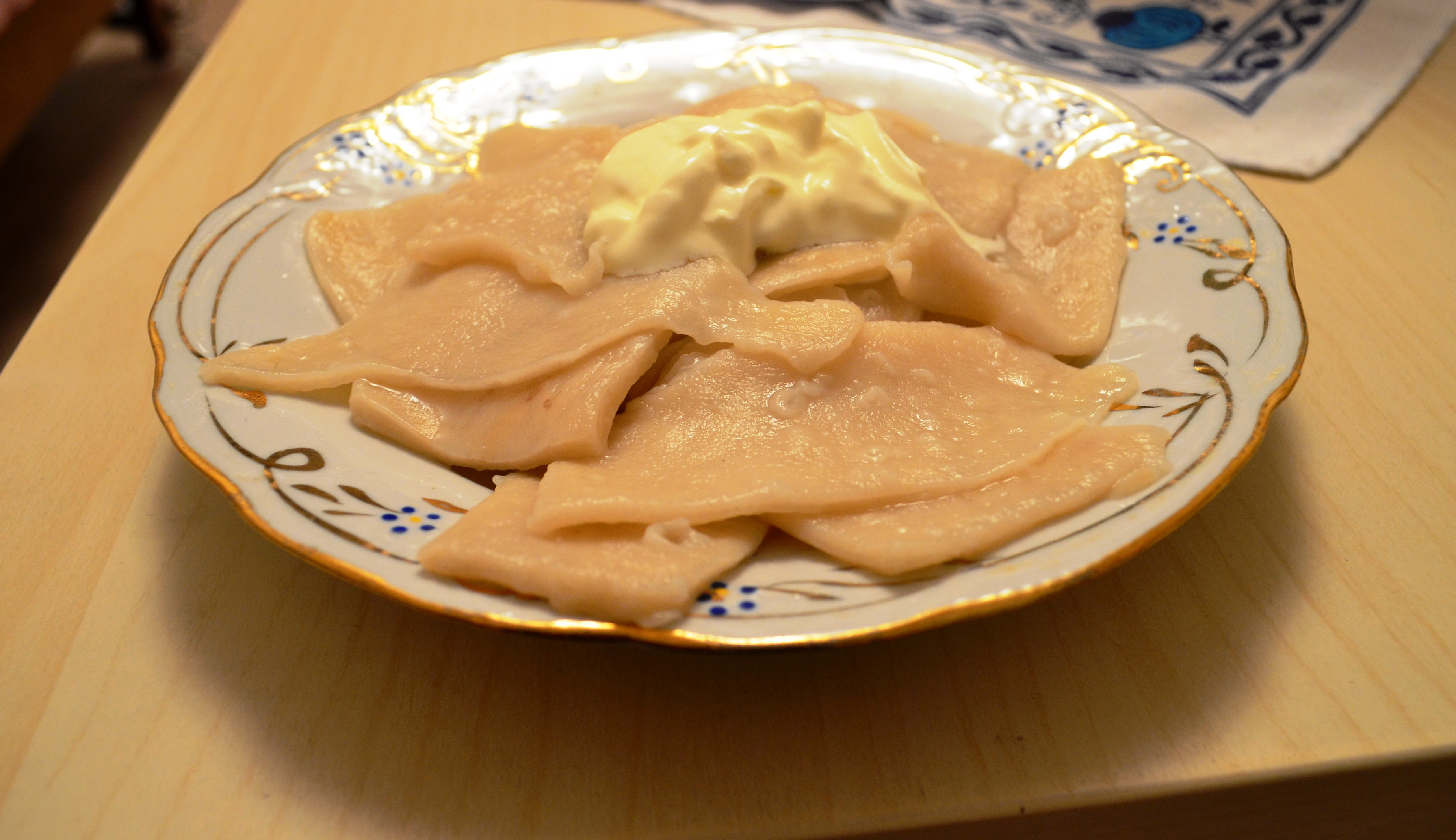
Lazanki à la crème aigre

Le lazanki (biélorusse : лазанкі, polonais : łazanki, singulier łazanka, lituanien : skryliai) est un type de pâtes biélorusse, ukrainienne, lituanienne et polonaise. Il se compose de blé, de seigle ou de sarrasin travaillé en une pâte qui est roulée en fines lamelles et coupée en triangles ou en rectangles. Ceux-ci sont bouillis, égouttés et consommés avec de la graisse de porc fondue, de l'huile végétale et souvent de la crème aigre. En Pologne, ils sont généralement mélangés avec du chou frit ou du chou aigre et de petits morceaux de saucisse, de viande et / ou de champignons.

## Histoire
Le lazanki est né de la république des Deux Nations au milieu du XVIe siècle lorsque Sigismond Ier, roi de Pologne et grand-duc de Lituanie, épousa Bona Sforza, fille du Duc de Milan, qui apporta la haute gastronomie italienne dans le pays. Le nom łazanki (лазанкі) rappelle ainsi le nom d'un type de pâtes alimentaires ayant la forme de grands rectangles plats, les lasagnes italiennes. Le lazanki ressemble à la version miniature des lasagnes, dont le nom en polonais et en biélorusse a pris la forme diminutive "-ki". À la différence de la plupart des plats italiens dans ces régions d'Europe, le lazanki a survécu au XXIe siècle, bien que la longue histoire culturelle de ce mets ait été en grande partie oubliée.